# Zvonice (Opočínek)
Cihlová věžovitá zvonice se nalézá před domem čp. 30 u křižovatky místních komunikací ve vesnici Opočínek, místní části města Pardubice. V těsné blízkosti zvonice se nalézá kovový krucifix.

## Popis
Na pískovcovém, nahoře okoseném podstavci stojí omítnutý čtvercový hranolový sokl, zakončený nahoře profilovanou římsou. Na čelní straně soklu je zahlouben obdélníkový ozdobný rámec.
Na profilované římse soklu stojí další pilíř s vysokým vnitřním, nahoře lomeným otvorem, ve kterém je zavěšen zvon. Vnější okraje pilíře jsou zdobeny vystupujícími lisenami. 
Pilíř zakončuje na profilované římse umístěná trojúhelníková stanová stříška s frontonem.

## Galerie

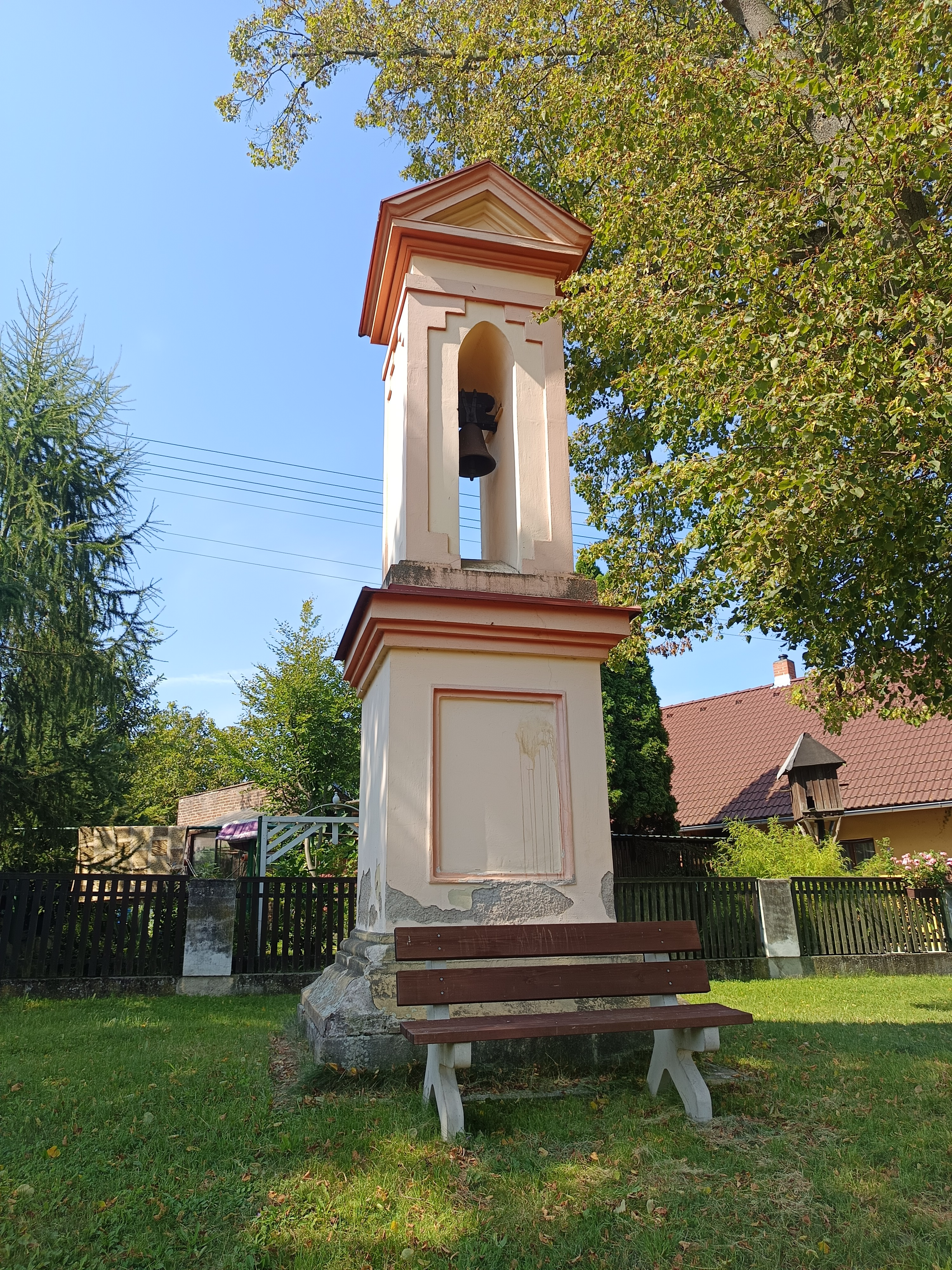
zvonice v Opočínku  - podzim 2024
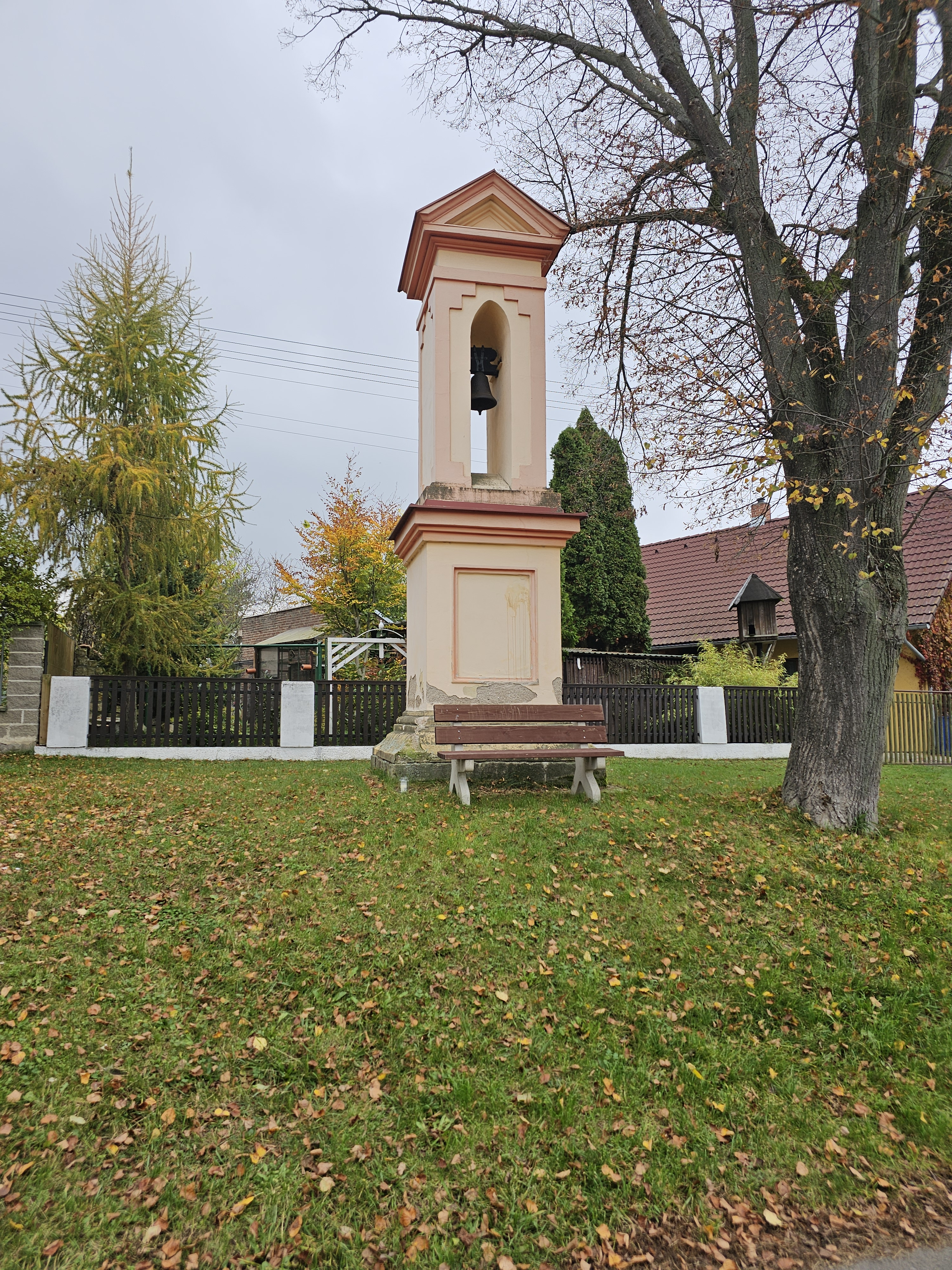
zvonice v Opočínku  - podzim 2024
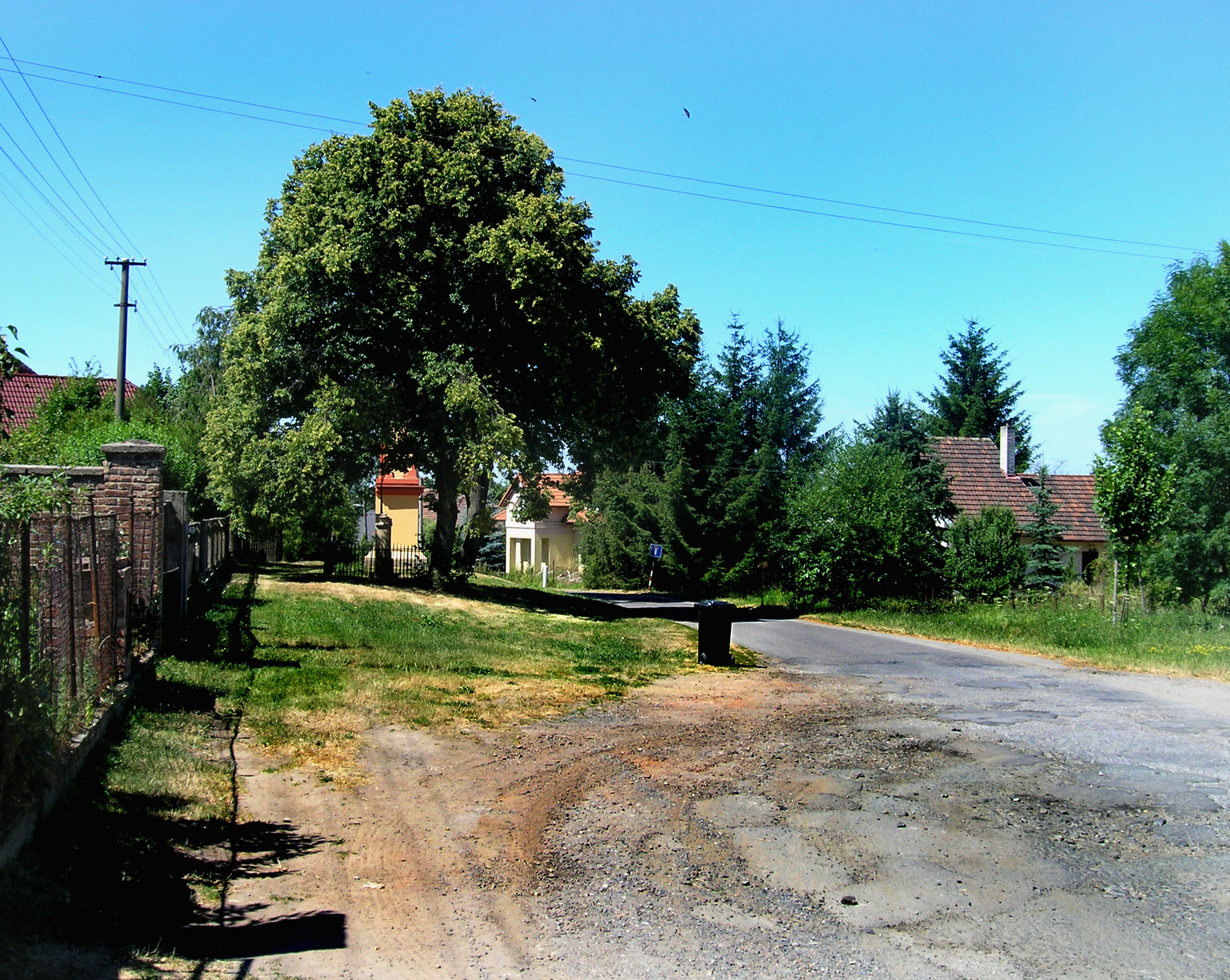
zvonice v Opočínku - pohled od hostince 2010
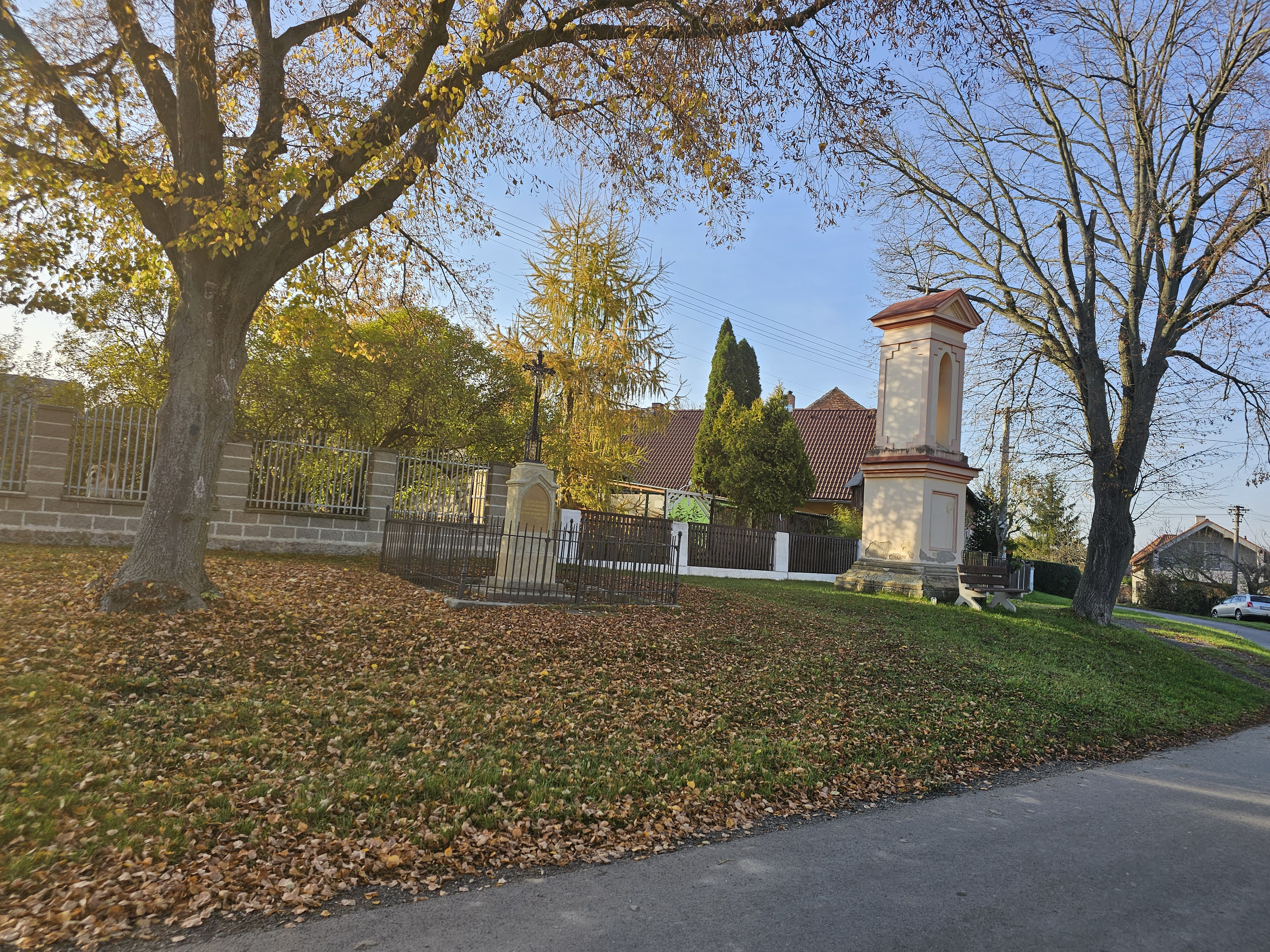
Zvonice a kříž v Opočínku v roce 2024